# Janet Taylor

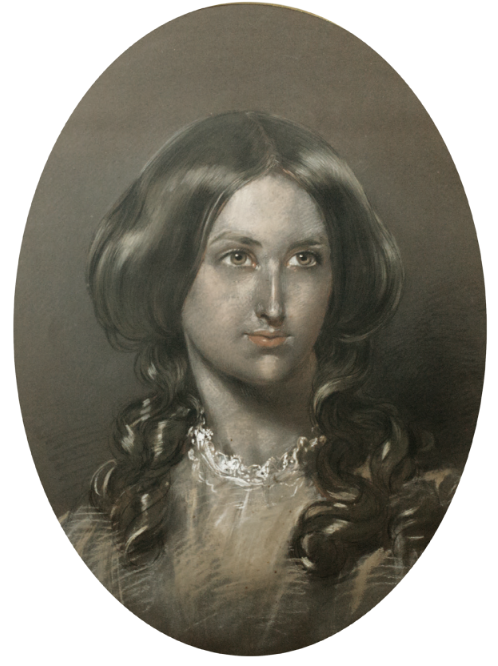
Janet Taylor, 1830.

Janet Taylor (1804–1870), fue una astrónoma y experta navegante inglesa. Durante su vida, publicó varios trabajos sobre astronomía y navegación, fundó una academia para la enseñanza de estos temas e hizo un almacén especializado en la distribución, producción y reparación de dichos instrumentos. Su academia era de las más considerada y recomendada por la East India Company, Trinity House, y The Admiralty.
En reconocimiento a su trabajo, fue galardonada con medallas por parte del rey de Prusia y Holanda, y su instrumento conocido como la regla para calcular la latitud de las altitudes fue considerada como "ingeniosa".
Fue una de las pocas mujeres que trabajaban como fabricantes de instrumentos científicos en Londres en el siglo XIX. Su "Calculadora de Marinero", patentada en  1834, fue lanzada por The Admiralty; sin embargo, fue galardonada con la "Civil List Pension" en 1860: "En consideración por sus labores benéficas a la población de Londres".

## Trabajos
- Lunar Tables for Calculating Distances[4]